# Setobaudinia anatispretia
Setobaudinia anatispretia är en snäckart som beskrevs av Alan Solem 1985. Setobaudinia anatispretia ingår i släktet Setobaudinia och familjen Camaenidae. Inga underarter finns listade i Catalogue of Life.